# Elecciones federales de México de 1991
El domingo 18 de agosto de 1991 se celebraron en México elecciones legislativas, en las cuales fueron elegidos a nivel federal:
- 32 Senadores. Miembros de la cámara alta del Congreso de la Unión, electos por mayoría relativa en cada estados del país y el Distrito Federal para un periodo de seis años que dio inicio el 1 de noviembre de 1991.
- 500 Diputados Federales. Miembros de la cámara baja del Congreso de la Unión, 300 elegidos de manera directa por cada distrito uninominal y 200 elegidos indirectamente a través de un sistema de listas nacionales por cada una de las 5 circunscripciones en las que se divide el país, todos por un periodo de tres años, que comienza el 1 de noviembre de 1991.

## Antecedentes[1]
A partir del 11 de octubre de 1990 empieza a funcionar el Instituto Federal Electoral (IFE), el cual es un organismo público, autónomo, responsable de cumplir con la función de organizar las elecciones; es decir, las relacionadas con la elección del presidente de los Estados Unidos Mexicanos y de los diputados y senadores que integran el Congreso de la Unión. El IFE tiene su sede central en el Distrito Federal (actual Ciudad de México) y ejerce sus atribuciones en todo el país, a través de órganos desconcentrados ubicados en las capitales de las 32 entidades federativas y en los 300 distritos electorales en que se divide el territorio nacional para efectos electorales. La Cámara de Diputados se conforma por un total de 500 diputados, 300 de los cuales son electos por el principio de mayoría relativa en distritos electorales uninominales, y los otros 200 por el principio de representación proporcional. Con objeto de garantizar su plena autenticidad y confiabilidad para las elecciones de 1991, se conformó un Padrón Electoral totalmente nuevo, es decir, sin considerar ningún registro ni listado preexistente y a través del levantamiento de información casa por casa en todo el país (técnica censal). El Padrón Electoral lo conforman todos los ciudadanos mexicanos que solicitaron su inscripción al mismo, con la finalidad de obtener su credencial para votar con fotografía y así ejercer su derecho al voto. En 1991, en aquel entonces, sobre una base estimada de 45 millones de ciudadanos mayores de 18 años, se integró un padrón electoral superior a los 39 millones y se hizo entrega de una nueva credencial para votar a más de 36 millones, lográndose conformar, en escasos ocho meses, una de las bases de datos más grandes del mundo, así como una cobertura y confiabilidad de sus instrumentos equiparables a los más altos estándares internacionales.

### Partidos políticos
Es derecho exclusivo de los partidos políticos nacionales y, en su caso, de las coaliciones debidamente formalizadas, postular y solicitar el registro de candidaturas a los cargos federales de elección popular. Al partido político que no obtengapor lo menos el 2% de la votación en alguna de las elecciones federales ordinarias para diputados, senadores o presidente, le será cancelado el registro y perderá todos los derechos y prerrogativas. De esta manera, el número de partidos que participan en cada elección federal varía, en virtud de la pérdida del registro de unos partidos y la creación de otros. Así pues, en elecciones de 1991 participaron 10 partidos, en las de 1994 nueve, en las de 1997 ocho, en las de 2000 cuatro y dos coaliciones, y en las de 2003 lo hicieron 11 partidos y una coalición.
| Partidos habilitados | Partidos habilitados                                     |
| -------------------- | -------------------------------------------------------- |
|                      | Partido Revolucionario Institucional                     |
|                      | Partido Acción Nacional                                  |
|                      | Partido Popular Socialista                               |
|                      | Partido de la Revolución Democrática                     |
|                      | Partido del Frente Cardenista de Reconstrucción Nacional |
|                      | Partido Auténtico de la Revolución Mexicana              |
|                      | Partido Demócrata Mexicano                               |
|                      | Partido Revolucionario de los Trabajadores               |
|                      | Partido Ecologista de México                             |
|                      | Partido del Trabajo                                      |

### Primeras alternancias
En 1989 llegó para México un hito histórico, en las elecciones estatales de Baja California de 1989, el Partido Acción Nacional (PAN) ganó la gobernación de la mano de Ernesto Ruffo Appel, siendo este el primer gobernador ajeno al Partido Revolucionario Institucional (PRI) en 60 años. Esto marco el inicio de las alternancias en los distintos estados que quedarian en manos primero del PAN y luego del Partido de la Revolución Democrática (PRD).

## Elección legislativa

### Senado de la República
|  | 61.20 % |

|  | 17.70 % |

|  | 5.19 % |

|  | 4.79 % |

|  | 3.79 % |

|  | 2.06 % |

|  | 1.41 % |

|  | 1.19 % |

|  | 1.12 % |

|  | 1.07 % |

|  | 0.42 % |

|  | 0.06 % |

|  | 95.32 % |

|  | 4.68 % |

|  | 100.00 % |

|  | 66.27 % |

Fuente: Instituto Federal Electoral Archivado el 15 de noviembre de 2006 en Wayback Machine.

### Cámara de Diputados
|  | 61.48 % |

|  | 61.44 % |

|  | 17.67 % |

|  | 17.67 % |

|  | 8.31 % |

|  | 8.31 % |

|  | 4.29 % |

|  | 4.33 % |

|  | 2.14 % |

|  | 2.14 % |

|  | 1.80 % |

|  | 1.80 % |

|  | 1.44 % |

|  | 1.44 % |

|  | 1.13 % |

|  | 1.13 % |

|  | 1.09 % |

|  | 1.09 % |

|  | 0.59 % |

|  | 0.59 % |

|  | 0.06 % |

|  | 0.06 % |

|  | 94.17 % |

|  | 94.17 % |

|  | 4.83 % |

|  | 4.83 % |

|  | 100.00 % |

|  | 100.00 % |

|  | 65.97 % |

|  | 65.53 % |

Fuente: Instituto Federal Electoral  Archivado el 15 de noviembre de 2006 en Wayback Machine.,  Archivado el 15 de noviembre de 2006 en Wayback Machine..